# Streženice
Streženice (maďarsky Kebeles) jsou obec v okrese Púchov na Slovensku. Žije zde přibližně 1 100 obyvatel. První písemná zmínka o obci pochází z roku 1408.

## Poloha
Obec leží poblíž ústí Biele vody do Váhu, v místech, kde se stýká údolí Ilavského potoka s Bílými Karpaty. Nad obcí se tyčí Štepnická skála (420 m n. m.), která nabízí výhled na město Púchov a okolní obce Belušu, Ladce, Dolné Kočkovce a místní část Púchova Horné Kočkovce.
Nacházejí se zde dva minerální prameny, jeden je na horním konci obce a druhý, s vysokým obsahem železa, se nachází v místní části Keblie, přibližně 2 km od centra obce.

## Rodáci
- Milan Sládek (* 23. února 1938) – mim, choreograf a režisér